# Teledapus ocularis
Teledapus ocularis là một loài bọ cánh cứng trong họ Cerambycidae.